# Mint julep

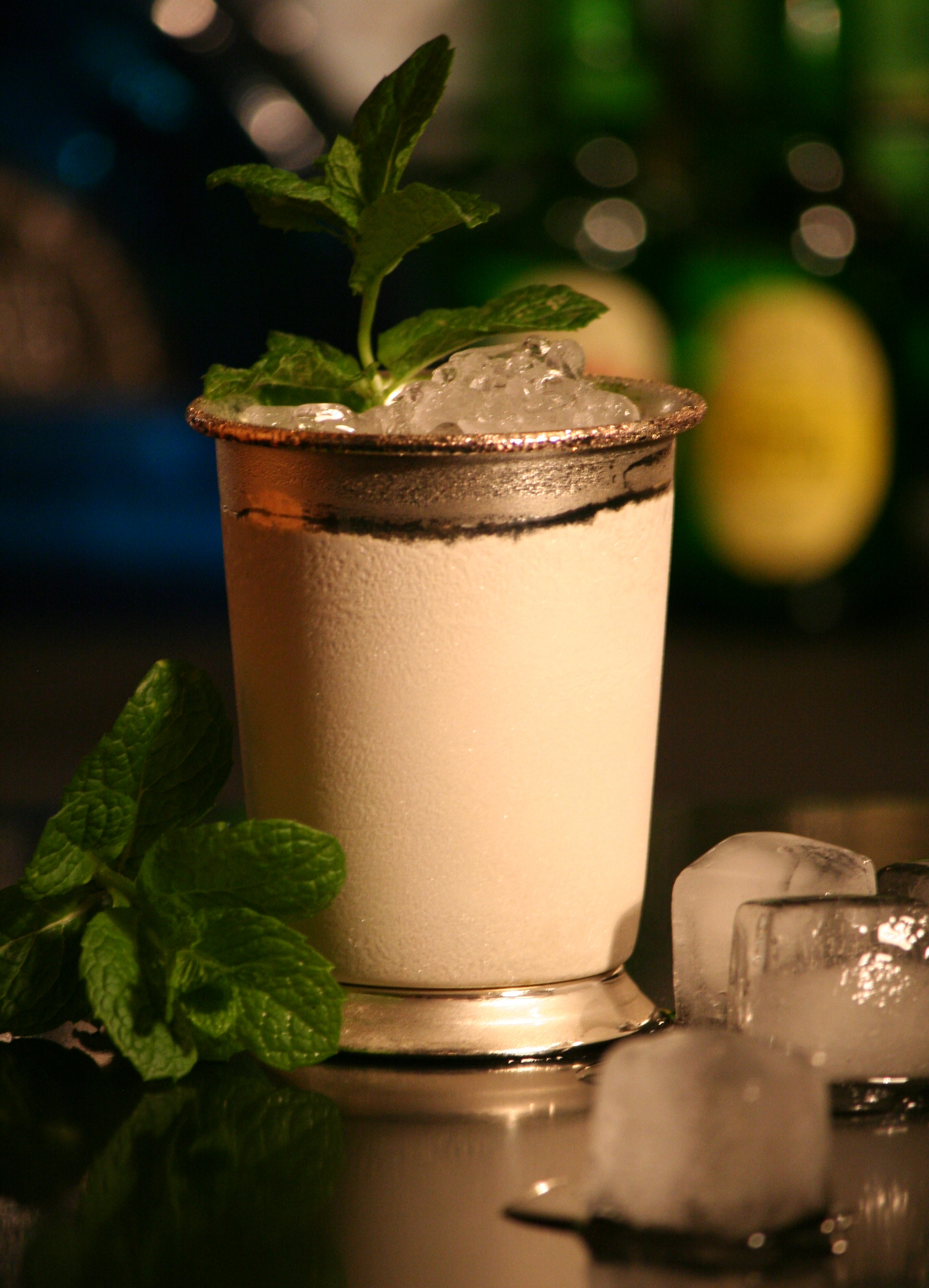
Un mint julep servi dans le traditionnel gobelet en argent.

Le mint julep est un cocktail alcoolisé à base de bourbon et de menthe, généralement associé à la gastronomie du Sud des États-Unis et ayant inspiré le mojito.

## Recette
Ce cocktail est traditionnellement créé à partir de quatre ingrédients : menthe, bourbon, sucre et eau. Les feuilles de menthe tiennent lieu principalement de garniture, jouant un rôle essentiellement olfactif. Si la menthe est utilisée dans la préparation de la boisson, elle n'est généralement que très légèrement froissée, voire pas du tout.
La préparation du mint julep reste cependant sujette à polémique parmi les spécialistes, et les méthodes varient. Jules Verne décrit en 1865 la recette du « mint-julep », boisson faite de sucre, de citron, de menthe verte, de glace pilée, d'eau, de cognac et d'ananas frais. Il parle peu avant du « julep à la menthe ».
Le mint julep est traditionnellement servi dans un gobelet en argent ou en métal blanc, tenu par la base et le haut du bord, permettant ainsi à un givre de se former à l'extérieur du gobelet.

## Origine
Les origines de cette boisson restent incertaines. La première référence écrite à un mint julep remonte à 1803, dans un livre de John Davis publié à Londres, où la boisson est décrite comme un « fond de liqueur spiritueuse contenant de la menthe, que les Virginiens boivent le matin ». Davis ne spécifie cependant pas quel alcool est utilisé dans la boisson. Moins sujet à polémique reste l'origine géographique du mint julep, le Sud des États-Unis, vraisemblablement au XVIIIe siècle. Le sénateur whig du Kentucky, Henry Clay, introduisit le breuvage à Washington DC au bar Round Robin de l'hôtel Willard.
Le terme julep désigne généralement une boisson sucrée, notamment si elle a une application médicinale. Le mot est dérivé de l'arabe julâb et du persan gulâb, signifiant eau de rose.

## Dans la culture populaire
Dans le film Goldfinger, lorsque James Bond se trouve dans le Kentucky, Goldfinger lui propose un mint julep.
Ray Charles interprète en 1961 une chanson de Rudy Toombs intitulée One Mint Julep, dans son album Genius + Soul = Jazz.
Nino Ferrer compose une chanson s’intitulant Mint Julep dans son album Nino and Radiah et le sud.
Dans l'épisode 17 de la saison 1 de The Originals, la barmaid Cami O'Connell propose un julep sans menthe et sans sucre à Marcel Gérard, prince de la Nouvelle-Orléans.
Gatsby le magnifique / F. Scott Fitzgerald, chapitre 16.